# Coleophora asterifoliella
Coleophora asterifoliella é uma espécie de mariposa do gênero Coleophora pertencente à família Coleophoridae.